# フジグラン岩国
フジグラン岩国（フジグランいわくに）は山口県岩国市麻里布町二丁目9-8にあるショッピングセンター。フジ・リテイリングの展開するCSC（コミュニティ型ショッピングセンター）、「フジグラン」の一つで、山口県内における店舗の第1号店。ここでは、フジグラン岩国がある「岩国駅前商店街」についても触れる。

## 概要
1987年4月に「フジショッピングスクエア岩国店」として開店。1994年4月に「フジグラン岩国」に改称した。フジグラン岩国は、国道188号沿いに位置し、多くの商店が軒を連ねる、岩国駅前商店街の一角にある。地上7階建てで、中国地方のフジグランの中では珍しい、店舗外観の壁が白塗りの店舗である。

### 店舗リニューアル
2018年2月6日から2月28日までの期間、店舗改装のため一旦閉店、3月1日にリニューアルオープンした。新しくなったフジグラン岩国は、1Fにイートインコーナーを新設した他、新テナントを3店オープンさせた。食料品売り場は1・2Fの2フロアになった。また、7Fと6Fのフロアを閉鎖（その後、6Fはショーイベント専用の催事場に、7Fは地元企業に貸し出してオフィスフロアにそれぞれ転換された。）、残りの売り場フロアを充実させた。7Fはフードコートが存在していたが、2014年のマクドナルド閉鎖以降はグリーンオアシスのみだった。（今回のリニューアルで1Fに移転）

## 岩国駅前商店街

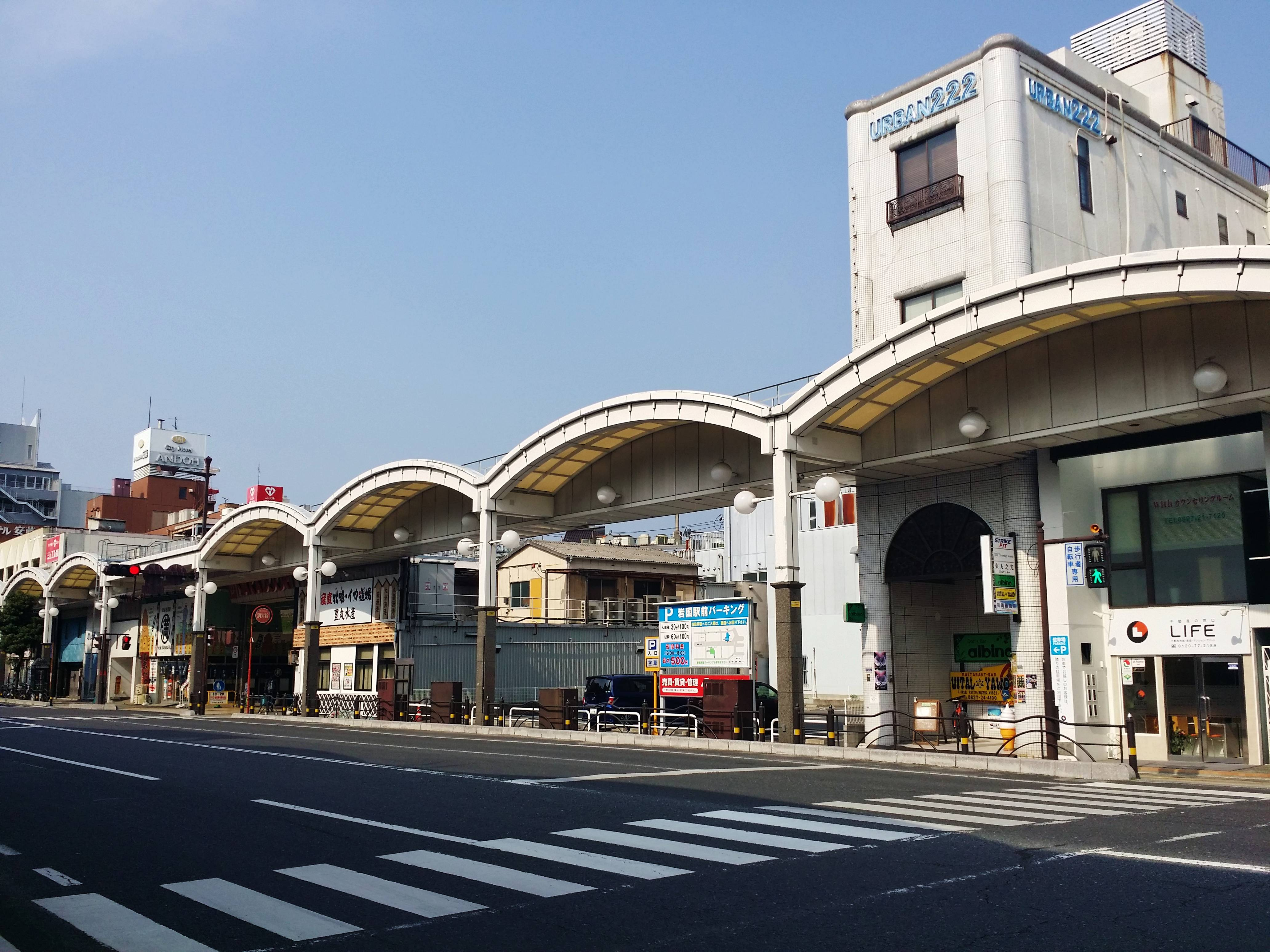
本通り商店街サイド

岩国駅前より、国道188号沿いにフジグラン岩国までの区間（岩国駅前本通り商店街）と、そこを軸として西に伸びる区間（岩国駅前中通り商店街）、商店が軒を連ねる商店街。岩国駅前中通り商店街は、アーケードが設置されている。かつて岩国駅前本通り商店街にニチイ岩国店が存在していたが、フジグラン岩国のオープン後の1995年に閉店している。
毎年10月の第3日曜日には、この商店街をメイン会場とする岩国祭が行われている。

### 主な店舗（本通り商店街サイド）
- 岩国プラザホテル
- カラオケ本舗まねきねこ
- ウォンツ岩国まりふ店
- グリーンリッチホテル

## 店舗構造とテナント
|    | リニューアル後（随時更新） | リニューアル前（2017年12月）                                                            |
| -- | --- | --------------------------------------------------------------------------------------- |
| 7F | 企業オフィスのフロア※関係者以外立ち入り禁止。                                                                                                 | フードコートのフロア - グリーンオアシス                                                 |
| 6F | 催事のフロア（ショーイベント開催時のみ開放）                                                                                                  | 100円ショップと遊びのフロア - ナムコ - カーブス - キャン☆ドゥ                           |
| 5F | アミューズメント・100円ショップのフロア - ナムコ系列店 - ナムコ アミューズパーク - ガシャポンのデパート - キャン☆ドゥ                         | 書籍・家電・トラベルのフロア - 明屋書店 - フジ・トラベル・サービストムズ岩国営業所      |
| 4F | レディスファッション・メンズファッション・ホームファッション・スポーツのフロア - マジックミシン - いわくに市民活動支援センター - きものSAKURA | スポーツと子供のフロア - マジックミシン                                                 |
| 3F | ファッショングッズ・インナーファッション・シューズ・キッズ・ホビーのフロア - 美・ange - ビーマイル                                            | メンズファッションと時計のフロア - ハロー！パソコン教室 - 天賞堂                        |
| 2F | 加工食品・日用雑貨・家庭用品のフロア - ソレイユ - ミモザ - アート写真                                                                         | レディスファッションと化粧品のフロア - M2 - ソレイユ                                    |
| 1F | 生鮮食品・デイリー・飲食のフロア - バッケンモーツアルト - 宝くじ - グリーンオアシス - 金井クリーニング - くにきよ                             | 食品のフロア - バッケンモーツアルト - くにきよ - 宝くじ - アート写真 - 金井クリーニング |